# Molibdeno esacarbonile
Il molibdeno esacarbonile è il composto chimico di formula Mo(CO)6, un complesso organometallico del molibdeno(0). È un solido incolore e diamagnetico, come gli analoghi complessi di cromo [Cr(CO)6] e tungsteno [W(CO)6], con i quali esso è  isoelettronico di valenza, con il metallo che si confà alla regola dei 18 elettroni.

## Preparazione, proprietà, e struttura
Il Mo(CO)6 si prepara per riduzione di ossidi o cloruri di molibdeno con monossido di carbonio sotto pressione, ma dato il basso costo non viene normalmente preparato in laboratorio. In Mo(CO)6 lo stato di ossidazione del molibdeno è zero; ciononostante il composto è abbastanza stabile all'aria. Mo(CO)6 è moderatamente solubile in solventi organici apolari.  
Nella molecola Mo(CO)6 i sei leganti carbonile (CO) sono disposti radialmente attorno all'atomo centrale di Mo, con struttura  ottaedrica. Nell'accezione più comune Mo(CO)6, contenendo legami metallo-carbonio, è considerato un composto organometallico. Tuttavia, la definizione IUPAC di composto organometallico prevede legami tra metallo e carbonio di un gruppo organico. Applicando rigorosamente questa definizione il Mo(CO)6 non è un composto organometallico.

## Applicazione in sintesi inorganica e organometallica
Mo(CO)6 è un reagente molto usato nella sintesi organometallica perché è facile sostituire uno o più dei leganti CO con altri leganti. Ad esempio, Mo(CO)6 reagisce con la 2,2'-bipiridina per dare Mo(CO)4(bipy). Per irradiazione UV di una soluzione di Mo(CO)6 in THF si ottiene Mo(CO)5(THF). Molti altri carbonili metallici reagiscono in modo simile per irradiazione. 

### [Mo(CO)4(piperidina)2]
Mo(CO)6 reagisce termicamente con la piperidina per dare Mo(CO)4(piperidina)2. In questo composto giallo i due leganti piperidina sono labili, e possono essere sostituiti in condizioni blande. Ad esempio, la reazione di [Mo(CO)4(piperidina)2] con trifenilfosfina in diclorometano bollente (circa 40 °C) porta a cis-[Mo(CO)4(PPh3)2]; questo complesso cis isomerizza in toluene per dare il trans-[Mo(CO)4(PPh3)2].

### [Mo(CO)3(MeCN)3]
Per riscaldamento in acetonitrile, Mo(CO)6 si converte in Mo(CO)3(MeCN)3. Quest'ultimo composto è utile come fonte di unità "Mo(CO)3". Ad esempio, trattato con cloruro di allile forma [MoCl(allyl)(CO)2(MeCN)2], mentre per trattamento con ciclopentadienuro di sodio si ottiene l'anione [MoCp(CO)3]-. Questo anione può reagire con elettrofili per dare una vasta gamma di prodotti.

## Applicazioni in sintesi organica
Mo(CO)6, [Mo(CO)3(MeCN)3], e simili derivati sono utilizzati come catalizzatori in sintesi organica. Ad esempio, si usano per la metatesi delle olefine e per la reazione di Pauson-Khand.

## Reperibilità in natura
Mo(CO)6 è stato trovato in discariche e fogne. In questi ambienti la penuria di ossigeno crea condizioni riducenti adatte alla formazione di Mo(CO)6.

## Indicazioni di sicurezza
Come tutti i carbonili metallici, Mo(CO)6 è una fonte volatile di metallo e di CO. Diffonde rapidamente attraverso tappi di plastica.